# طراز خاكي
طراز خاكي (بالفارسية: طرازخاکی) هي قرية تقع في قسم قلندرآباد الريفي في إيران. يقدر عدد سكانها بـ 160 نسمة بحسب إحصاء 2016.